# Bellonella conspicua
Bellonella conspicua is een zachte koraalsoort uit de familie Alcyoniidae. De koraalsoort komt uit het geslacht Bellonella. Bellonella conspicua werd in 1961 voor het eerst wetenschappelijk beschreven door Tixier-Durivault. 